# 755

## Události
Pipinova donace – vojenská pomoc papeži proti Langobardům. Dobytá území rozdělil mezi sebe (severní část Pádské nížiny) a papeže. Základ pro papežský stát.

#### Probíhající události
- 755–763: Povstání An Lu-šana

## Hlavy států
- Papež – Štěpán II.
- Byzanc – Konstantin V. Kopronymos
- Franská říše – Pipin III.
- Anglie
  - Wessex – Cuthred
  - Essex – Svvithred
- První bulharská říše – Kormisoš